# Lola (film, 1961)
Lola är en fransk/italiensk film från 1961, i regi av Jacques Demy. Titelrollen spelas av Anouk Aimée.

## Handling
Den uttråkade Roland återser en flicka från tonåren, Lola. Lola är nu kabarédansös och ensam mor till en son. Roland blir kär i Lola, men Lola hoppas få återse sin sons far. Det finns också en amerikansk sjöman som är snäll mot Lolas son och verkar intresserad av Lola.

## Om filmen
Regissören hade från början tänkt sig att filmen som en musikal, men producenten fick honom på andra tankar. Trots det är det gott om musik i filmen, bl.a. Bach, Beethoven och Mozart. Originalmusiken skrevs av Michel Legrand, och Agnes Varda, senare gift med Jacques Demy, skrev titelmelodin C'est moi, c'est Lola. Legrand och Demy kom att arbeta tillsammans i många filmer, detta var deras första film, och även Demys långfilmsdebut.
Marc Michels rollfigur Roland Cassard förekommer även i Paraplyerna i Cherbourg, som Jacques Demy regisserade tre år senare. Och Lola själv är med i Model Shop från 1968. Och i filmen Flickorna i Rochefort diskuteras vid ett tillfälle även Madame Desnoyers.
Filmen utspelar sig i Nantes, Jacques Demys födelseort.

## Rollista (i urval)
- Anouk Aimée - Lola
- Marc Michel - Roland Cassard
- Jacques Harden - Michel
- Alan Scott - Frankie
- Elina Labourdette - Madame Desnoyers
- Margo Lion - Jeanne
- Annie Duperoux - Cécile Desnoyers
- Catherine Lutz - Claire
- Corinne Marchand - Daisy
- Yvette Anziani - Madame Frédérique
- Dorothée Blank - Dolly
- Isabelle Lunghini - Nelly
- Annick Noël - Ellen
- Ginette Valton - ägare till en skönhetsstudio
- Anne Zamire - Maggie